# Иван Андреевич (князь можайский)
Иван Андреевич (Можайский, Стародубский) (? − ок. 1485) — удельный князь Можайский в 1432—1454 годы, князь Стародубский с 1454 года, старший сын князя Можайского и Верейского Андрея Дмитриевича, внук Великого князя Московского Дмитрия Донского.

## Биография
По духовной грамоте отца ему досталась часть Можайского удельного княжества, включая г.Можайск.
После смерти отца, между 25 апреля−28 сентября 1433 года Иван и его брат Михаил, заключили договор с великим князем Василием II Васильевичем, о взаимной помощи против врагов. Для Великого княжества Московского тогда врагом номер один был их дядя — Юрий Дмитриевич, князь Звенигородский и Галицкий.
Иван Андреевич активно участвовал в феодальной войне за Московский великокняжеский трон. В решающей битве Василия II с Юрием Дмитриевичем, 20 марта 1434 г., у горы Святого Николая в Ростовской земле, был со своим отрядом на стороне Василия II. В этом сражении московские войска были полностью разгромлены. Василий Васильевич бежал в Новгород, а Иван скрылся в Твери у своего зятя — великого князя Бориса Александровича Тверского (ранее туда к своей дочери — великой княгине Анастасии, уже уехала и его мать Агриппина (Аграфена) Александровна).
Для продолжения борьбы с Юрием Дмитриевичем и его сыновьями, Василий Васильевич послал боярина Андрея Фёдоровича Голтяева в Тверь к Ивану Андреевичу убедить того вернуться и быть вместе с Василием Васильевичем. Князь Иван, не веря в возможность возвращения на великокняжеский трон Василия II, отказал ему в помощи, сказав: «…господине государь, где ни буду, а везде есми твои человек, но чтобы ныне вотчины не потерял да матка бы не скиталася по чюжеи отчине, а всегда есми твои».
Через некоторое время к Ивану Андреевичу прибыл от Юрия Дмитриевича посол Яков Жестов, который передал ему просьбу присоединиться к войскам князя Юрия. Иван Андреевич принял эту просьбу и выехал из Твери. Встретившись в Троицком монастыре[уточнить], князья двинулись к Москве и 31 марта, после недельной осады Москва была взята. Город отворили Юрию Дмитриевичу по распоряжению Р. И. Хромого.
Когда 5 июля 1434 года великий князь Юрий Дмитриевич скончался, Иван вновь вернулся под знамёна Василия Васильевича, на стороне которого выступал в сражении при селе Скорятине против сына князя Юрия Василия. Не надеясь одолеть соперника силой, последний решил употребить коварство: заключил с Василием Васильевичем перемирие до утра, а затем, когда последний, понадеявшись на это, распустил свои полки для сбора припасов, Василий Юрьевич неожиданно начал наступление. Узнав об этом, Василий Васильевич разослал всем полкам приказ собраться, сам схватил трубу и начал трубить. В результате, московские полки успели собраться до прихода Василия Юрьевича, который был разбит и пленён. Его отвезли в Москву и там ослепили (после чего, по одной из версий, он получил прозвище «Косой»).
В 1445 г. Иван Андреевич, в составе объединённого войска удельных князей, во главе с великим князем Василием II Васильевичем, отправился против казанского царя Улу-Мухаммеда. В генеральном сражении 7 июля 1445 г. в окрестностях Суздаля казанское войско под начальством царевичей Махмуда и Якуба разбило русское войско. Великий князь Василий и его двоюродный брат князь верейский Михаил Андреевич были пленены.

После этого похода, Иван Андреевич перешел на сторону Дмитрия Юрьевича Шемяки. Они вместе в 1446 году заняли Москву, когда вернувшийся из плена Василий II выехал в Троицкий монастырь на богомолье. Из монастыря Иван Андреевич привез Василия II пленником в Москву, где тот был ослеплён и отчего получил прозвище «Тёмный».
В 1446 г. князь Иван Можайский всенародно сжег  жену боярина Андрея Дмитриевича Нетшина за волшебство.
За оказанные услуги Дмитрий Шемяка дал Ивану Андреевичу Суздаль. Но торжество Шемяки было недолгим. Видя приязнь народа к пленённому князю, в 1447 г. Дмитрий по совету Ивана Андреевича освободил Василия Васильевича и дал тому Вологду, откуда тот пробрался в Тверь и стал готовиться к возвращению своей вотчины. Чтобы преградить ему путь к Москве, Дмитрий и Иван выступили к Волоку, а, тем временем, Василий Плещеев с небольшим отрядом легко занял Москву.
Узнав об этом, Иван с Шемякой бежали в Чухлому, а оттуда в Галич и Каргополь. Василий Темный следовал за ними по пятам, занимая один город за другим. Поняв, что их дело проиграно, мятежники били челом великому князю с просьбой о мире. Иван согласился отступиться от Козельска, Алексина и Лисина, а Василий II обещал не мстить ему за былые обиды. Однако, Иван Андреевич не доверял великому князю, и потому явно обговорил условие не приезжать в Москву в отсутствие митрополита.
Несмотря на все эти клятвы, в феврале 1448 г. Иван Андреевич начал сноситься с польским королём Казимиром, прося помощи в борьбе за московское великое княжение, обещая подчиниться Литве. Очевидно, Казимир ответил ему отказом, ибо на следующий год Иван вновь воевал на стороне Шемяки. Пока мятежники осаждали Кострому, против них выступил Василий II. Тут Иван Андреевич вновь предал Шемяку и бил челом Василию II, получив от того Бежецкий Верх. Едва ли Василий II искренне верил можайскому князю. Скорее всего, он просто рассчитывал ослабить Шемяку.
И действительно, едва Дмитрий Юрьевич был побежден, как Василий II повернул против Ивана Можайского, чтобы наказать того «за неисправление» и пошёл в поход на Можайск. Тот даже не думал сопротивляться великому князю и в 1454 г.(?) вместе с женой, детьми и всеми своими людьми бежал в ВКЛ. Поскольку Василий II тогда был в мире с Казимиром, то не стал требовать выдачи изменника. От Казимира IV  Иван Андреевич получил Чернигов, Стародуб, Гомель и Любеч. Позже он подружился с другим изгнанником, Иваном Васильевичем Клецким. Вместе они обсуждали планы освобождения отца последнего Василия Ярославича Серпуховско-Боровского, томившегося в темнице, и получения им великого княжения, но их мечты так и остались мечтами.

## Семья
Супруга: имя неизвестно — дочь князя Воротынского Фёдора. Вероятно, она была его второй супругой, поскольку его дочь (от первого брака) вышла замуж за её брата князя Воротынского
Дети:
- дочь, замужем за князем князем Семеном Федоровичем Воротынским[источник не указан 2382 дня]
- Андрей, князь Стародубский; женат на дочери Александра Чарторыйского
- Семён Иванович Можайский

## В культуре
Является персонажем романа Николая Полевого «Клятва при гробе Господнем. Русская быль XV века» (1832);